# Association pour l'emploi, l'information et la solidarité des chômeurs et des précaires
 (décembre 2022).
Si vous disposez d'ouvrages ou d'articles de référence ou si vous connaissez des sites web de qualité traitant du thème abordé ici, merci de compléter l'article en donnant les références utiles à sa vérifiabilité et en les liant à la section « Notes et références ».
L'Association pour l'emploi, l'information et la solidarité des chômeurs et des précaires ou APEIS est une association française, née dans le département du Val-de-Marne en 1988 (à l'époque elle s'appelait l'APES). Cette année-là, les chômeurs occupèrent les Assedic de Créteil durant 186 jours. L'association se développa dans les départements de l'Île-de-France ainsi qu'en province pour atteindre les 25 000 adhérents en 1995[réf. nécessaire].
APEIS fait partie des membres fondateurs d'ATTAC (en 1998). 
Elle participa aux marches européennes contre le chômage, la précarité et l'exclusion. 
L'association a été présidée jusqu'en 1999 par Richard Dethyre.